# Puerto Libertad (Sonora)
Puerto Libertad es una localidad y puerto del estado mexicano de Sonora, situado en la costa norte del golfo de California, en el municipio de Pitiquito.
Puerto Libertad se encuentra localizado en las coordenadas geográficas 29°54′15″N 112°40′59″O / 29.90417, -112.68306 y a una altitud de 10 metros sobre el nivel del mar. La distancia que lo separa de la capital del estado, la ciudad de Hermosillo, es de 246 kilómetros y se comunica con ella a través de la denominada Carretera Costera. Es una localidad dedicada a las actividades pesqueras y es sede además de una las más grandes termoeléctricas de México, manejada por la Comisión Federal de Electricidad. De acuerdo a los resultados del Conteo de Población y Vivienda de 2005 la población de Puerto Libertad es de 2782 personas, de las cuales 1488 son hombres y 1294 son mujeres.
Puerto Libertad se encuentra en el entorno del desierto de Sonora, que en conjunción con el mar, le da un muy particular atractivo, por lo que se encuentra en desarrollo de la actividad turística.